# 勝浦漁港 (和歌山県)

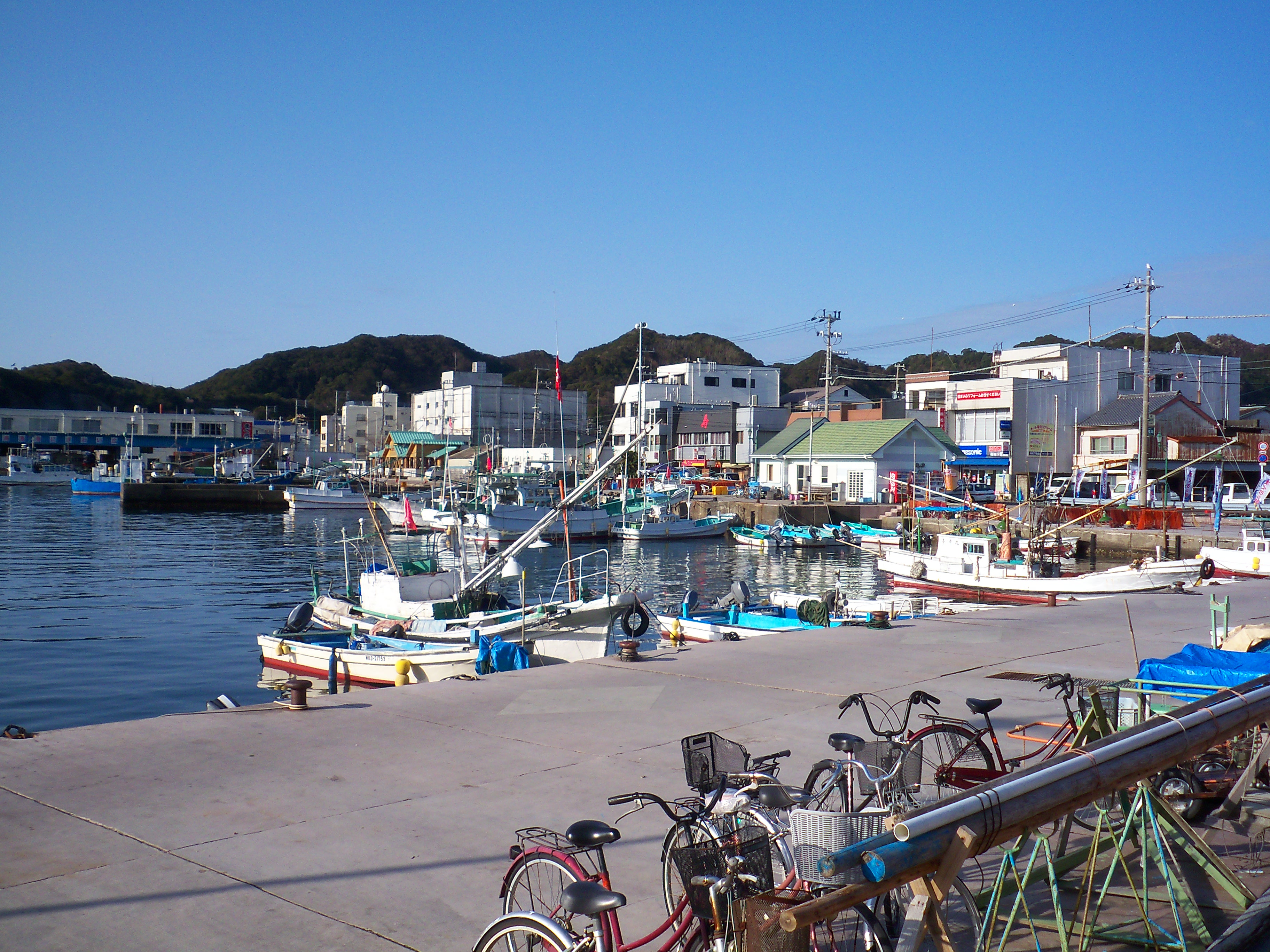
勝浦漁港

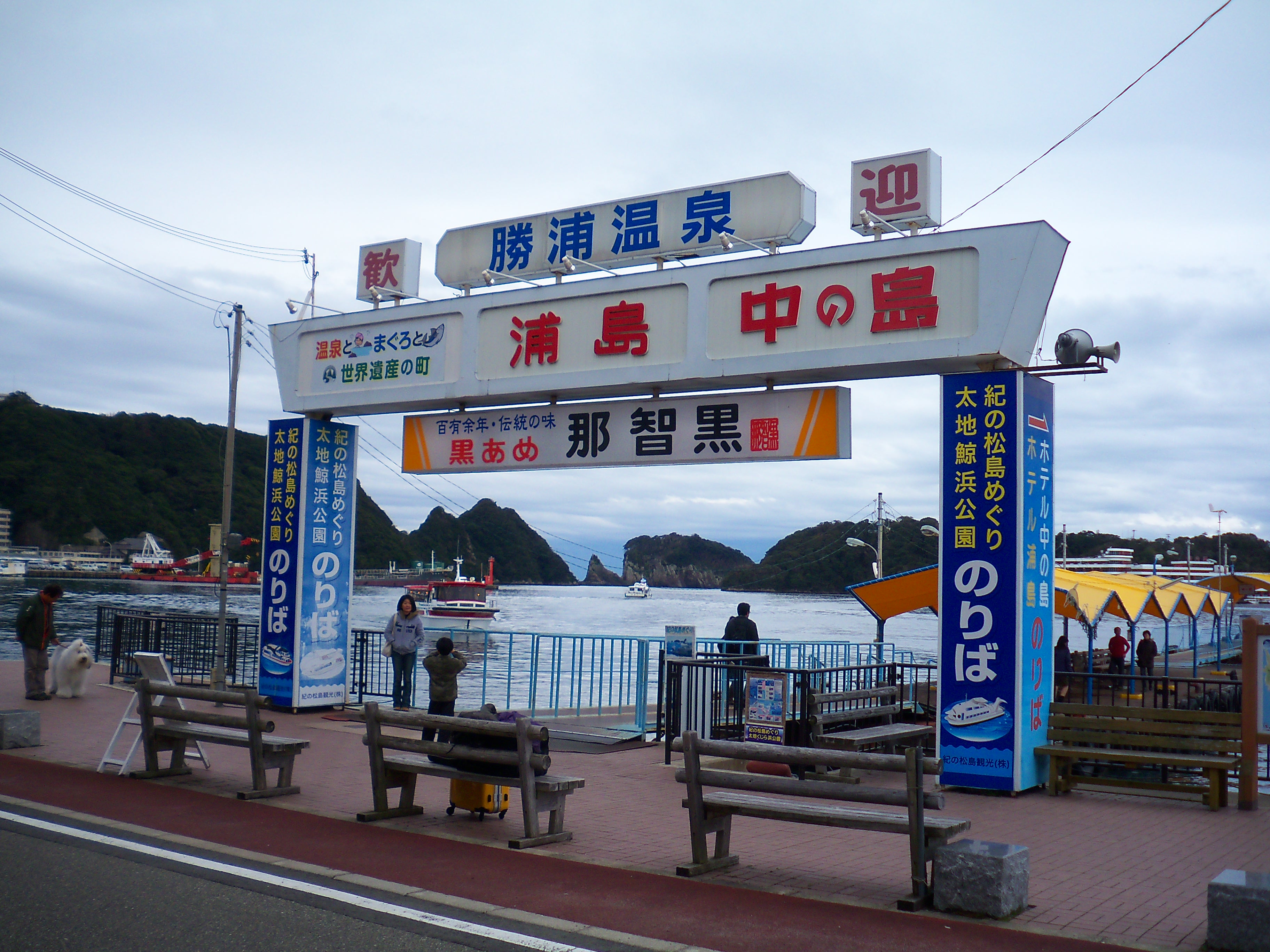
勝浦漁港の観光桟橋

勝浦漁港（かつうらぎょこう）は、和歌山県那智勝浦町にある第3種漁港。日本有数のマグロ漁業基地である。周辺は吉野熊野国立公園に指定されている。

## 概要
所在地の那智勝浦町は世界遺産（紀伊山地の霊場と参詣道）である熊野那智大社や那智の滝をはじめ多くの観光地を抱え、南紀勝浦温泉などと共に勝浦漁港も観光地となっている。
日本有数のマグロ延縄の漁業基地として有名で、陸揚量は焼津漁港（静岡県）、三崎漁港（神奈川県）に次いで全国第3位。生鮮マグロの水揚高は日本一を誇り、勝浦産マグロは高値で取引されること、港湾付近には生鮮マグロ専用の加工場や冷凍倉庫が集中することから、県内他港の船や県外漁船も積極的に受け入れている。またふかひれも生産している。
ちなみに近海の沖合ではカツオの漁場であり、かつてはサンマやカツオを水揚げしていたが、勝浦港ではもっぱらマグロ類に絞り込むようになり沖合漁業の対象魚であるカツオなどは水揚げしない（カツオはブランド化を推進している串本漁港、周参見漁港、田辺漁港、サンマは新宮港、三輪崎漁港、串本漁港などで水揚げされている）。
温泉街と接しているという立地から、観光客が多く訪れる。観光客向けの遊歩道や休憩施設（足湯）などが整備され、観光資源となっているほか、地場産品を販売する朝市が開かれている。
なお、勝浦漁港という名称は房総半島に位置する千葉県勝浦市にも存在し、勝浦という地名は紀伊半島とつながりが深いとされている。房総半島の勝浦港はカツオの水揚げで知られる。
- 管理者：和歌山県
- 漁業協同組合：勝浦
- 組合員数：181
- 漁港番号：3330040
- 登録漁船：208隻
- 利用漁船：618隻
- 属地陸揚量：14,236ｔ

## 沿革
- 1951年（昭和26年）8月21日 - 第3種漁港に指定。

## 主な魚種
- マグロ - クロマグロ（最盛期3月-5月）、メバチ、ビンナガ
- カジキ
- サメ - ふかひれ用

## 所在地・アクセス
- 和歌山県東牟婁郡那智勝浦町大字築地七丁目8番地2
- 紀勢本線紀伊勝浦駅から徒歩数分